# Magadanská oblast
Magadanská oblast (rusky Магаданская область) je jednou z oblastí Ruské federace. Nachází se na ruském Dálném východě při pobřeží Ochotského moře; administrativním centrem je přístavní město Magadan. Oblast je součástí Dálněvýchodního federálního okruhu.
Na ploše 465 464 km² zde žije přibližně 133 tisíc obyvatel – průměrná hustota osídlení je tak 0,29 os./km². Je to federální subjekt (s výjimkou federálních měst) s nejvyšším podílem městského obyvatelstva – 95,4 %.
V osadě Berelech u Susumanu (Берелех, Сусуманский район) má svůj vlastní pomník československá Tatra 111. Tatra si zde získala mimořádnou oblibu díky dobré terénní průchodnosti a jednoduchému provozu.

## Historie
Magadanská oblast byla ustavena 3. prosince 1953, přičemž oblastní město Magadan bylo založeno v roce 1929.

## Oblastní symboly

### Vlajka
Vlajka Magadanské oblasti je tvořena červeným listem o poměru stran 2:3. V horním rohu je umístěn znak oblasti (bez červeného okraje) a při dolním okraji jsou střídavě tmavomodré (2) a bílé (2), oboustranně vlnkovité pruhy při dolním, modrém vlnkovitém okraji. Vlny se postupně posouvají k žerdi a mají 6–8 vrcholů (dle různých zdrojů).

## Geografie
Povrch je převážně hornatý. Oblast se nachází v dálněvýchodním federálním okruhu, na břehu Ochotského moře. Téměř 80 % území pokrývá tundra a lesotundra. Hlavními řekami v oblasti jsou Kolyma a Ajan-Jurjach.

## Klimatické podmínky
Magadanská oblast patří mezi místa s nejvyššími rozdíly mezi letními a zimními teplotami na světě. Průměrné zimní teploty se zde pohybují mezi -19 až -38 °C a průměrné letní dosahují +3 °C až +16 °C. Extrémy se však mohou pohybovat mezi -65 °C a +35 °C.

## Obyvatelstvo
Tabulka níže uvádí sídla v Magadanské oblasti se zhruba více než 2 tisíci obyvateli podle sčítání v r. 2010 a vzestup nebo pokles v porovnání s údaji z 1. ledna 2005.
| Sídlo   | Poč. obyv. | Sídlo     | Poč. obyv. |
| ------- | ---------- | --------- | ---------- |
| Magadan | 95 925 ▼   | Jagodnoje | 4 211 ▼    |
| Ola     | 6 215 ▼    | Usť-Omčug | 3 915 ▼    |
| Susuman | 5 865 ▼    | Siněgorje | 2 821 ▼    |
| Sokol   | 4 687 ▼    | Sejmčan   | 2 816 ▼    |
| Palatka | 4 244 ▼    | Uptar     | 1 991 ▼    |

Oblast po rozpadu Sovětského svazu zažila rozsáhlé vylidňování, kdy populace poklesla z 391 687 v roce 1989 na 182 726 v roce 2002 a 156 996 v roce 2010. Z některých rajónů venkovská populace doslova zmizela, např. Susumanský rajón měl v roce 1991 9 764 venkovských obyvatel, ale v roce 2007 to bylo už jen 116 obyvatel. Příčinou toho byl kolaps mnoha státních podniků, což vedlo mnoho lidí k emigraci.